# Канал Вильгельма
Канал Вильгельма (лит. Vilhelmo kanalas, устар. нем. König-Wilhelm-Kanal), также Клайпедский канал (лит. Klaipėdos kanalas) ― судоходный канал, расположенный в западной части Литвы. Строительство началось при Северогерманском союзе в 1863, закончено в 1873 году при Германской империи. Канал Вильгельма напрямую соединяет Клайпедский порт и реку Минию. Назван в честь императора Германии Вильгельма I.
Длина канала 25 километров, ширина ― 28-30 метров, средняя глубина ― 1,7 метра.
Канал начинается в деревне Ланкупяй, где он ответвляется от Минии. Затем он идёт на северо-запад, через село Древерна, и затем достигает Клайпеды, где соединяется с заливом Малку у Западной верфи.
Сегодня канал Вильгельма признан гидрогеологическим заповедником.

## История
Строительство канала планировалось ещё в XVIII веке, но из-за финансовых трудностей проект был отложен. В то время в Клайпеду по реке Неман везли всё больше товаров, поэтому требовалось создание новых торговых путей.
Работы по выкапыванию канала начались от устья Минии до Древерны в 1863 году. Строительством канала руководили немецкие инженеры Дегнер и Мор. Первый, восьмикилометровый участок канала был до конца прорыт и готов к эксплуатации уже к 1865 году. В том же году в начале канала был построен и установлен Ланкупяйский шлюз.
В конце 1860-х годов местные жители начали раскапывать второй участок канала ― от Древерны до Смельте. После франко-прусской войны в 1870—1871 годах для ускорения раскопок канала на место работы было отправлено около 690 французских военнопленных. Они рыли канал от Смельте до села Старришкен в течение трёх лет.
В 1902—1904 годах берега канала были соединены десятью мостами.

## Галерея

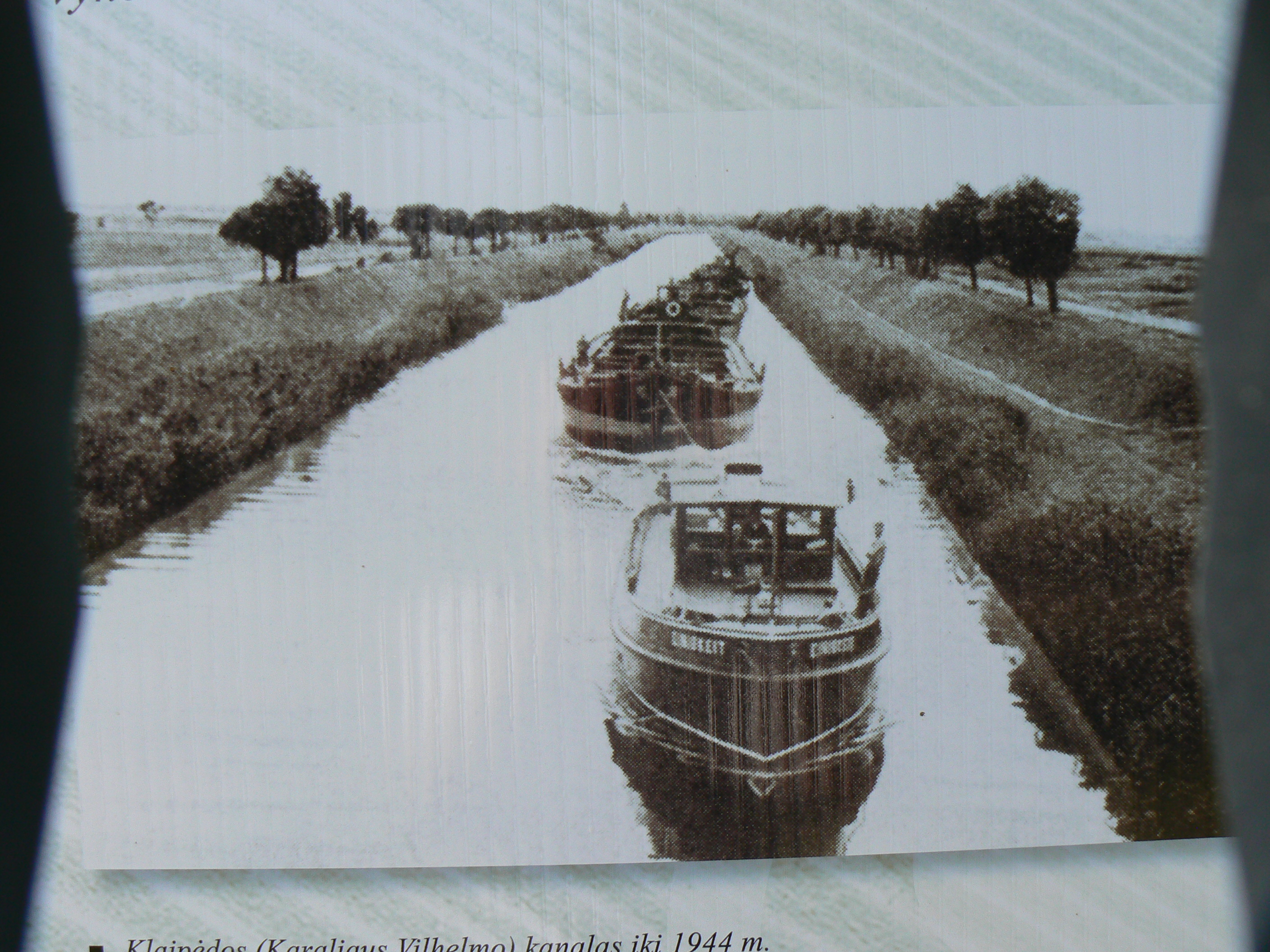
Канал в 1944 году
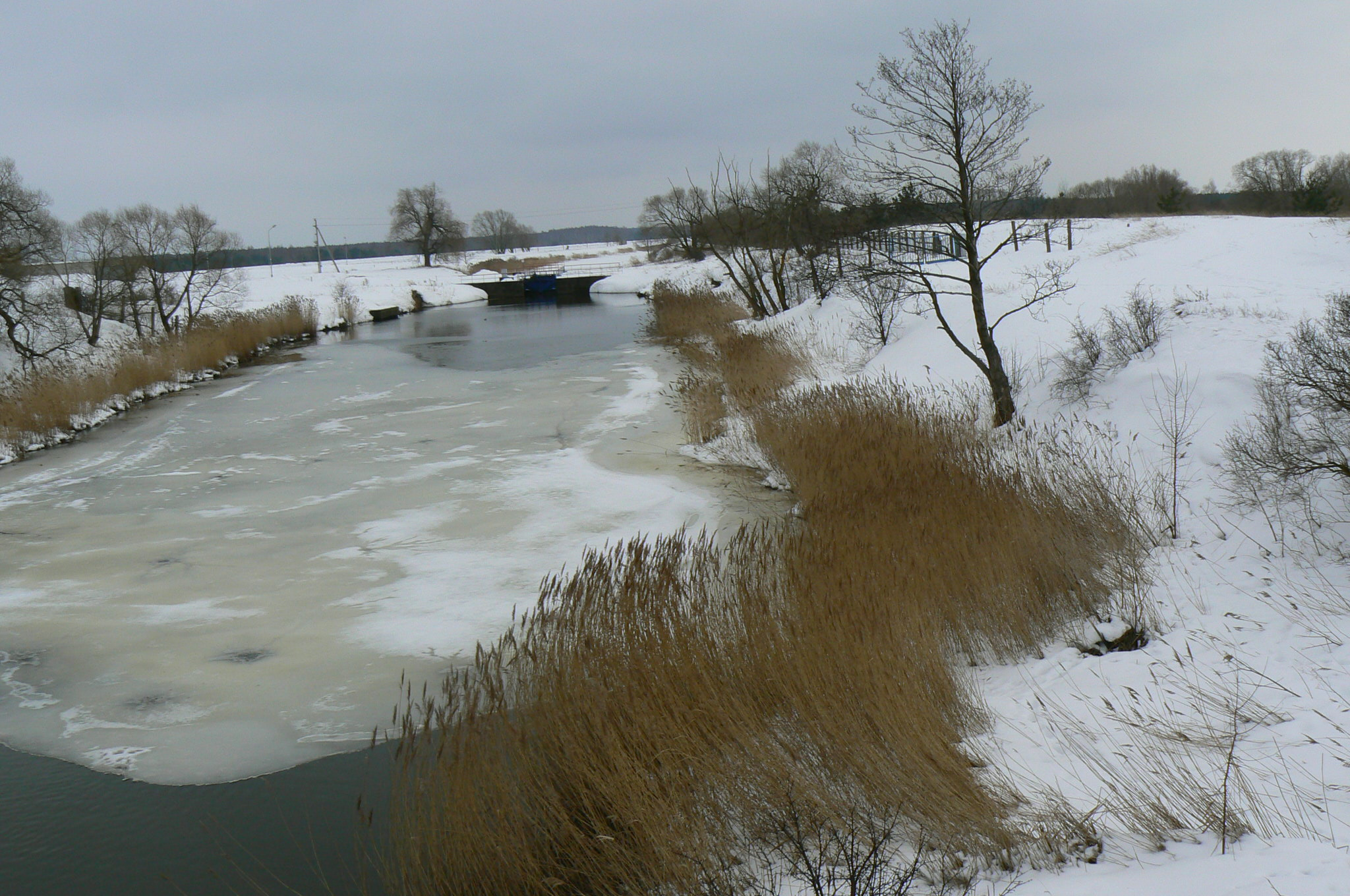
Канал Вильгельма в Клайпеде, на заднем плане недействующий шлюз
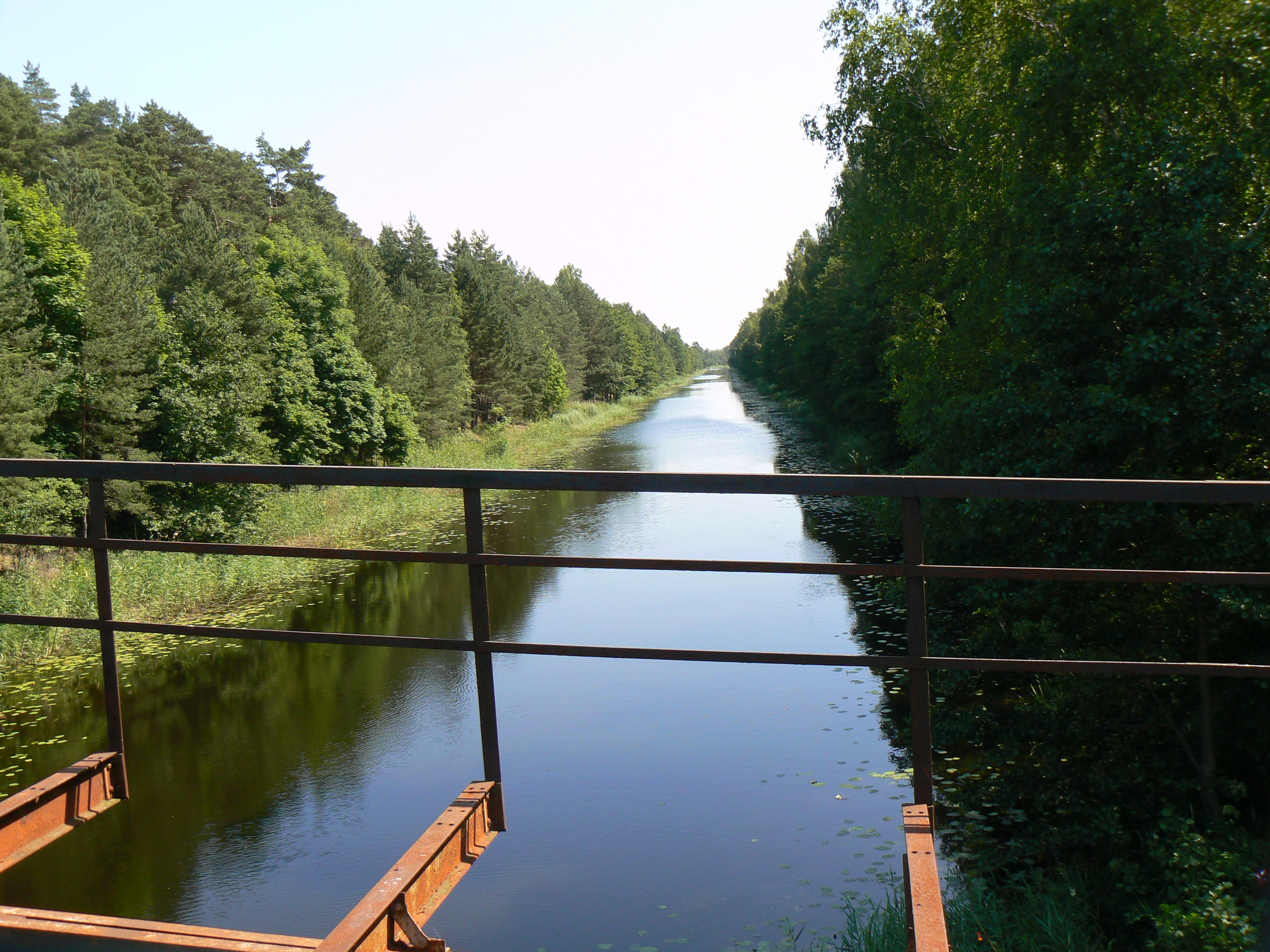
На мосту через канал в Древерне